# 776年
| 千纪： | 1千纪                                                                                           |
| 世纪： | 7世纪 \| 8世纪 \| 9世纪                                                                         |
| 年代： | 740年代 \| 750年代 \| 760年代 \| 770年代 \| 780年代 \| 790年代 \| 800年代                       |
| 年份： | 771年 \| 772年 \| 773年 \| 774年 \| 775年 \| 776年 \| 777年 \| 778年 \| 779年 \| 780年 \| 781年 |
| 纪年： | 丙辰年（龙年）；唐大曆十一年；南诏长寿八年；日本寶龜七年；渤海国大興三十九年                    |

## 大事记
- 莫高窟第148窟建成，本窟有長達16公尺臥佛，並《大唐隴西李府群修功德碑》記載莫高窟興建的歷史。
- 查理曼镇压伦巴第叛乱。